# Селинг, Паула
Паула Селинг (рум. Paula Seling; род. 25 декабря 1978, Бая-Маре) — румынская певица, композитор и радио-диджей. Селинг, в дуэте с Ови, представляла Румынию на Евровидении-2010 в Осло и заняла третье место. А позже на Евровидении 2014 (и вновь в дуэте с Ови), где заняла 12-е место.

## Биография
Паула Селинг родилась 25 декабря 1978 года в Бая-Маре. В июне 1997 года Паула закончила Gheorghe Sincai National College. Также она обучалась в Şcoala Superioară de Jurnalism в Бухаресте. Шесть лет Селинг обучалась игре на фортепиано.
Осенью 2002 года Паула подписала контракт с Roton Records после победы на фестивале Golden Stag Festival. Также, в 2002 году она победила в номинациях румынского MTV — «лучшая певица» и «лучшее музыкальное видео». В 2005 года Селинг, вместе с отцом и братом, запустила собственный звукозаписывающий лейбл — Unicorn Records Romania.
Паула пела дуэтом с Аль Бано, Анитой Делс (2 Unlimited). Выступала на разогреве у таких артистов, как Джоан Баэз, Чик Кориа, Майкл Болтон, Бейонсе.
Последний альбом Паулы, Believe, вышел в 2009 году. Первый сингл с этого альбома, «Believe», достиг сороковой строчки в румынском top-100. Официальная презентация альбома прошла 10 июня 2009 года в Siver Church Club в Бухаресте.
С августа по декабрь 2009 года Паула была в туре по Канаде и Западной Европе. Также в 2009 году Паула вновь принимала участие в Golden Stag Festival, но уже в качестве члена жюри.

## Евровидение 2010
После фестиваля Golden Stag Festival певец Овидиу Чернаутяну, более известный как Ови Мартин или просто Ови, предложил Пауле сотрудничество. В ноябре Паула и Ови вместе принимают участие в Selectia Nationala, румынском отборе на Евровидение. Они записали оригинальную версию песни «Playing with Fire», написанной Ови, и зарегистрировались в предварительном отборе. Они были выбраны участниками отбора 27 января 2010 года, а 6 марта выиграли отбор и получили право представлять Румынию на Евровидении-2010.
Во втором полуфинале Паула и Ови получили десятый номер выступления, после участницы от Нидерландов и перед участниками от Словении. По результатам голосования они набрали 104 балла и прошли в финал, заняв в полуфинале четвёртое место.
В финале Паула и Ови выступали девятнадцатыми, после участника от Франции и перед участниками от России. По результатам голосования они набрали 162 балла (в том числе им была выставлена одна высшая оценка — 12 баллов) и заняли третье место.

## Евровидение 2014
1 марта 2014 года была выбрана совместно с Ови представить Румынию на конкурсе песни «Евровидение 2014», с песней «Miracle». В полуфинале дуэт занял второе место по сумме баллов, отданных телезрителями и жюри, и вышел в финал конкурса. В финале же песня заняла 12-е место.